# Wilhelm von Trotha
Wilhelm von Trotha est un officier de marine allemand né le 7 août 1916 à Kiel et mort aux alentours du 4 février 1945. Il a obtenu le grade de capitaine-lieutenant.

## Biographie
Il a été le commandant du sous-marin U-745 dans lequel ont servi un équipage de 48 membres. Le sous-marin a disparu en février ou mars 1945 au large de la Finlande, sans doute dans un champ de mines finlandais.
Le 10 février 1945, les autorités finlandaises trouvent le cadavre échoué du capitaine-lieutenant Wilhelm von Trotha sur une plage de Föglö (île de Åland), à l'entrée du golfe de Botnie..
L'épave de l'U-745 a été retrouvée dans les années 2000 en assez bon état. Les plongeurs ont remarqué que les canons avaient été doublés, sa forme paraissait étrange, du fait d'un grand kiosque (massif modèle 7, réputé jamais construit), plus grand que la normale. Ce massif, ressemblant à une baignoire, entoure le kiosque habituel et supporte quatre armes anti-aériennes. Selon certains historiens, ce U-Boat était unique et ne devrait même pas avoir existé. Les modifications n'apparaissent pas dans les archives et seraient à mettre au compte de la précipitation des derniers mois de guerre, où les chantiers navals effectuaient des modifications à la demande de commandants.